# مسعود ظهوری
مسعود ظهوری (زاده ۲۳ اسفند ۱۳۴۲) بنیانگذار دارت در ایران و اولین رئیس انجمن دارت ایران است.

## زندگی
ظهوری در سال ۱۳۸۳ انجمن دارت ایران را پایه‌گذاری کرد و در برگزاری اولین مسابقات رسمی دارت در ایران و همچنین عضویت ایران در فدراسیون جهانی دارت نقش مهمی داشت. وی اکنون به‌عنوان مدیرعامل رادیو نشاط فعالیت می‌کند.

## آثار
- جاذبه‌های ورزش دارت: روش - تمرین - تکنیک - تاکتیک: مقررات عمومی و آیین‌نامه‌ها، مسعود ظهوری، تهران: کاوش‌پرداز ۱۳۸۷، شابک ‎۹۷۸-۹۶۴-۲۶۶۵-۴۸-۸
- جاذبه‌های ورزش دارت: آموزش - تکنیک، تاکتیک - قوانین و مقررات، مسعود ظهوری، تهران: بامداد کتاب ۱۳۸۸ ،شابک ‎۹۷۸۶۰۰۹۱۲۵۹۷۵